# Ricardo Adolfo de la Guardia Arango
Ricardo Adolfo de la Guardia Arango (ur. 14 marca 1899, zm. 29 grudnia 1969) – panamski polityk, minister sprawiedliwości w pierwszym rządzie Arnulfo Ariasa (1940-1941), po jego obaleniu prezydent Panamy od 9 października 1941 do 15 czerwca 1945.